# Harry Blackstaffe
Henry Thomas Blackstaffe, dit Harry Blackstaffe, né le 28 juillet 1868 à Islington et mort le 22 août 1951 à West Wickham, est un rameur ainsi qu'un arbitre de boxe britannique.

## Carrière
Il remporte la médaille d'or de skiff aux Jeux olympiques de 1908 à Londres. Lors de ces Jeux, il est également juge des combats de boxe. 